# Колат, Кенан
Кенан Колат — немецкий общественный и политический деятель, глава общинных институтов турецкого народа в Германии с 2005 года.
Родился 24 августа 1959 года в Стамбуле.
Председатель партийной рабочей группы по вопросам миграции и интеграции СДПГ.
Член президиума Социал-демократической партии Германии.